# Lodowiec Rodanu

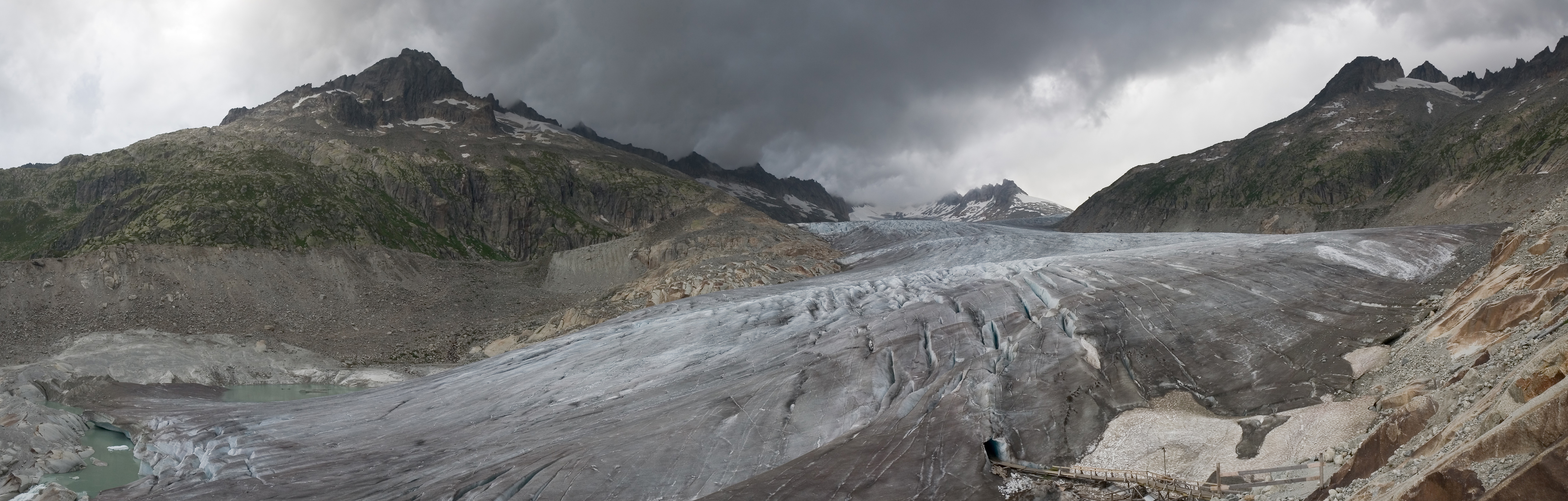
Lodowiec Rodanu

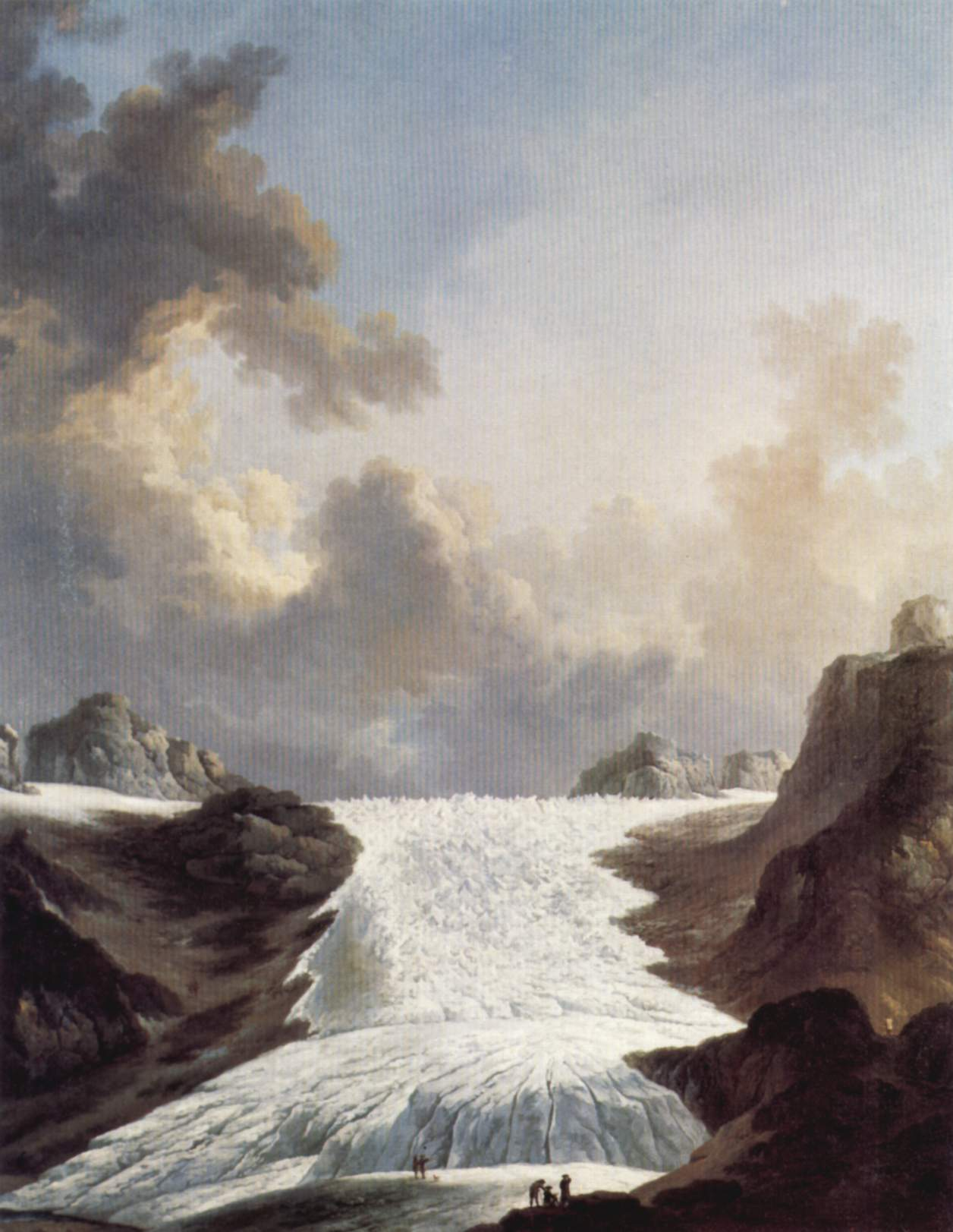
Johann Heinrich Wüest: Der Rhonegletscher, c. 1795

Lodowiec Rodanu (niem. Rhonegletscher, fr. Glacier du Rhône) – lodowiec położony w Alpach Urneńskich w kantonie Valais w Szwajcarii.
Lodowiec jest źródłem rzeki Rodan. Na skutek systematycznego cofania się czoła lodowca (regresja lodowca) podawana dawniej wysokość 1753 m n.p.m., na jakiej Rodan wypływa spod lodowca, ciągle ulega zmianom (rośnie).

## Charakterystyka
Lodowiec Rodanu jest lodowcem typu alpejskiego o rozległych, zasilających go polach firnowych i jęzorze, spływającym doliną. 
W epoce lodowej Lodowiec Rodanu był największym na terytorium dzisiejszej Szwajcarii. Jego ramię północne sięgało pasma Jury (aż do rejonu dzisiejszej Bazylei) oraz Środkowej Szwajcarii (aż do wysokości przyszłych miast Solothurn i Olten), drugie zaś, południowe, sięgało rejonu obecnego Lyonu. Głazy narzutowe odkryte na szwajcarskim Plateau dały Louisowi Agassizowi cenne wskazówki do rozwinięcia jego teorii lodowców. Około 11 000 lat p.n.e. lodowiec docierał jeszcze w rejon Brig. Prawdopodobnie w połowie XVI wieku zatrzymał się w pobliżu Gletsch. Od tego czasu ulegał różnym wahaniom: zmniejszył się szczególnie między 1780 a 1810 rokiem, ale wzrósł o 420 m w latach 1812-1818, aby ponownie dotrzeć do Gletsch w 1856 roku. Od 1857 r., z wyjątkiem kilku krótkich okresów transgresji, stale się kurczy. W 2007 roku liczył 7,85 km długości, miał powierzchnię 15,9 km² i objętość 2 km³.

## Historia poznania
Pierwsze informacje o Lodowcu Rodanu znajdują się w dziełach „Chronik der Eidgenossenschaft” Johannesa Stumpfa z roku 1547/1548 oraz „Cosmographia” Sebastiana Münstera z roku 1561. W 1708 r. Johann Jakob Scheuchzer podał pierwsze szczegółowe informacje o tym lodowcu.
Lodowiec Rodanu jest jednym z najlepiej poznanych lodowców na świecie. Od 1875 r. był on systematycznie badany przez „Collège des glaciers”, powołane z inicjatywy Club Alpin Suisse (CAS) i „Société helvétique des sciences naturelles” (SHSN; od 1893 r. Commission des glaciers de la SHSN). Wydane w 1916 r. pod redakcją Paula-Louisa Mercantona opracowanie pt. „Mensurations au glacier du Rhône 1874-1915” do dziś jest uznawane za jedną z podstawowych prac z zakresu glacjologii Alp.

## Znaczenia turystyczne
Dzięki swojemu położeniu na klasycznym szlaku turystycznym przez Alpy Szwajcarskie, Lodowiec Rodanu został szybko dobrze uprzystępniony i zagospodarowany, stając się jednym z najczęściej odwiedzanych lodowców w Szwajcarii. Co roku powiększana jaskinia lodowa daje odwiedzającym wgląd w lodowcowy wszechświat.

## Lodowiec Rodanu w oczach polskich podróżników
Obejrzenie jęzora lodowca z lodową grotą, z której wypływa Rodan, co najmniej od początku XIX w. stanowiło jedną z atrakcji turystycznych szwajcarskich Alp. W 1830 r. oglądali go w trakcie swej alpejskiej podróży Adam Mickiewicz, Zygmunt Krasiński i Antoni Edward Odyniec. Tak opisał go w jednym z listów A. E. Odyniec: Olbrzymi gleczer podobny do lecącej z gór katarakty, nagle w spadku na powietrzu zamarzłej, ścieśniony jest z obu stron podniebnymi skałami: Gelmerhorn, Gersthorn i Galenstock, i sam do ich wysokości dochodzi. W dole jego wykuta w żywym lodzie grota, kilkaset stóp przestrzeni i głębokości mająca, jest jakby kolebką Rodanu, który w niej bystrym i rwącym potokiem najprzód spod gleczeru wypływa.... A tak o lodowcu i wypływającym spod niego Rodanie wspomniał (pod datą 26 sierpnia) Zygmunt Krasiński w liście do ojca z dnia 5 września 1830 r.: ...przyszło zejść z góry Grimsel, u której stóp odkrywa się z boku największy z gleczerów alpejskich (po Mer de glace Chamounix), z którego Rodan swoje źródło bierze. Tu piłem pierwszą kroplę Rodanu, wychodzącą spod jaskini z lodu. W 1834 r., zapewne 12 sierpnia, ten sam widok podziwiał Juliusz Słowacki, który utrwalił go później w poemacie W Szwajcarii (w. 41-46):
Poszedłem za nią przez góry, doliny

I szliśmy razem u stóp tej lawiny,

Gdzie śnieg przybiega aż do stóp człowieka

Spłaszczoną płetwą, jak delfin olbrzymi;
Para mu z nozdrza srebrzystego dymi,

A Rodan z paszczy błękitnej ucieka..